# Christian Lundeberg
Christian Lundeberg (født 14. juli 1842 i Forsbacka, død 10. november 1911 i Stockholm) var en svensk statsmand, der var Sveriges statsminister fra august til november 1905.

## Biografi
Lundeberg var officer i hæren 1861—1874, men styrede ved siden heraf sin faders jernværk i årene 1865—1872 og blev derefter deltager og leder af et aktieselskab, der ejede et andet. I 1881 valgtes han til landstinget for Gävleborgs län og blev dets formand 1893—1907. Han valgtes 1881 tillige til forretningsudvalget for lenets landhusholdningsselskab og var dets næstformand. I 1885 valgtes han til Første Kammer og havde siden sæde her, samt var en af kammerets ledende mænd, udpræget protektionist og Højremand. Allerede 1888—1889 og på ny 1892—1903 var han medlem af Statsutskottet (Finansudvalget) og dets formand siden 1896. Han fik tillige andre vigtige hverv, således 1887—1888 som medlem af kommitteen om jernbanetaksterne og 1897—1898 af Forsvarskomiteen; var 1895 medlem af det hemmelige udvalg og 1901 formand for Rigsdagens Forsvarsudvalg, hvor han viste stor dygtighed til at føre modstridende meninger sammen til et praktisk udslag. Han var en afgjort modstander af de norske krav om et særskilt konsulatsvæsen og var 1903—1904 hovedtaleren imod udenrigsministeren grev Lagerheim, på grund af dennes imødekommende optræden. På den overordentlige rigsdag i sommeren 1905 — efter Norges unionsbrud — var han formand for fællesudvalget om unionens opløsning og var derefter med at afslutte Karlstadoverenskomsten, samt blev i augusti—november førsteminister for det blandingsministerium, som førte opløsningen til endelig afslutning. 1906—1908 var han vicetalmand (næstformand) i Første Kammer og 1907 formand i Valgretsudvalget, der forberedte den endelige løsning af det længe omtvistede spørgsmål om udvidet valgret såvel til Andet Kammer som til kommunalråd og landsting, samt derigennem også til Første Kammer. Efter de nye valg udnævntes han 1910 af kongen til formand for Første Kammer.